# Cas Kitchen
El Cas Kitchen (per «cuina» en anglès) és una recerca portada per la Fiscalia Anticorrupció espanyola on s'investiga a l'excomisari José Villarejo, a l'exnúmero dos de la policia, el també comissari Eugenio Pi, i a l'antic xofer de Luis Bárcenas, Sergio Ríos, per una suposada operació del Ministeri de l'Interior per sostreure informació sensible a l'extresorer del Partit Popular (Luis Bárcenas) i que pogués perjudicar a alts càrrecs d'aquest partit polític.

## Història
L'any 2013, el Ministeri de l'Interior, comandat llavors pel Jorge Fernández Díaz, dugué a terme aquesta operació amb l'ajuda de l'excomisari José Villarejo per sostreure documents sensibles a Luis Bárcenas mentre aquest estava ingressat a la presó. L'operatiu es va batejar des del ministeri com Kitchen.
Segons va publicar el diari El Mundo, els policies van aconseguir sostreure a Luis Bárcenas (llavors a la presó) la seva agenda personal, documents de la comptabilitat del PP, notes sobre el finançament irregular de les campanyes a Madrid (ja investigats en l'operació Púnica) i anotacions relacionades amb la tresoreria nacional del partit.

## Participants
- Jorge Fernández Díaz, ministre de l'Interior.[4]
- Francisco Martínez Vázquez, llavors secretari d'Estat de Seguretat.
- Ignacio Cosidó (ara portaveu del PP en el Senat), llavors director general de la Policia.
- Eugenio Pino Sánchez, ara jubilat, llavors Director Adjunt Operatiu (DAO) de la Policia Nacional.
- María Dolores de Cospedal, llavors secretària general del Partit Popular i presidenta de la Junta de Comunitats de Castella-la Manxa.[5]

- Ignacio López del Ferro, marit de María Dolores de Cospedal.[6]
- «El Gros». Estret col·laborador de l'excomisari Villarejo.
- Enrique García Castany, excap de la Unitat Central de Suport Operatiu de la Policia (UCAO), que assegura que aquesta operació va ser completament legal.[7]

## Inici
El presumpte dispositiu policial clandestí, batejat al seu moment com Kitchen, es va forjar l'any 2013, quan Ignacio Cosidó era director general de la Policia. Al capdavant d'Interior estaven Jorge Fernández Díaz com a ministre i Francisco Martínez com a secretari d'Estat de Seguretat (tots dos diputats). Eugenio Pino era director adjunt operatiu (DAO) del Cos. L'operació es va muntar suposadament amb l'objectiu de sostreure documents sensibles a l'exgerent i extresorer del PP, Luis Bárcenas, mentre est estava a la presó, amb l'ajuda de l'excomissari José Villarejo.
El 23 d'octubre de 2013 la casa de Luis Barcenas va ser assaltada per Enrique Olivares García, nascut el 1948, i amb antecedents per robatori amb força i tinença de drogues, conegut com a fals capellà del cas Kitchen, l'advocat penalista Félix Bernal va confirmar que aquest va ser condemnat a 22 anys de presó per assaltar la casa i mantenir segrestats a punta de pistola a la dona de Barcenas, al seu fill, i a una treballadora de la llar, assalt que segons van declarar en el qual es va extreure un maletí, i es va apuntar als presents dient-los "s'ha acabat el teatre", i que "es trobava allà per agafar el que la Sra. Esglésies (esposa de Barcenas) sabia que estava amagat a la casa", fent referència als coneguts com a "papers de Barcenas" que no eren altra cosa que la suposada comptabilitat B del Partit Popular, tal com recull la Sentència de l'Audiència Provincial. Enrique Olivares va ser citat a declarar com a imputat en el marc de l'operació Kitchen el febrer de 2019, no podent-ho fer pel "deteriorament cognitiu amb productivitat psicòtica" dictaminat pels forenses.
Els documents que es buscaven amb l'operació Kitchen, i amb l'assalt a la casa de Luis Bárcenas consistien en la seva agenda personal, documents de la comptabilitat B del PP a Galícia, notes sobre el finançament irregular de les campanyes a Madrid (assumpte que s'investiga en l'operació Púnica) i anotacions relacionades amb la tresoreria nacional del partit.

## Recerca
La recerca la duu a terme l'Audiència Nacional, i els jutges amb Diego de Egea i José de la Mata. El primer instrueix el cas Tàndem sobre les activitats il·legals de Villarejo i va obrir una peça separada per a això. El segon, que investiga la caixa B del PP, s'ha sumat després que el diari El Mundo publiqués que entre els documents robats hi ha suposats pagaments d'empresaris al PP.

## Tancament del cas
El jutge Manuel García-Castellón tancà la investigació del cas el juliol de 2021, i decidí portar només a judici Fernández Díaz i el seu equip, i no cap dirigent del PP. Jorge Fernández Díaz, acabaria assenyalant el PP com a responsable del cas Kitchen i carregaria contra el jutge del cas per haver tancat "en fals" la investigació. Fernández Díaz presentaria un recurs a l'Audiència Nacional en el qual negaria qualsevol relació amb l'espionatge a Luis Bárcenas i asseguraria que els únics interessats a obtenir informació de l'extresorer eren alguns directius del Partit Popular.
La Fiscalia Anticorrupció va recórrer el final de la instrucció del cas Kitchen i carregà contra el jutge Manuel García Castellón, insinuant que estava blindant al PP amb un tancament de la investigació "sorpresiu, extemporani, i que no s'ajustaria al dret", ja que deixaria fora de la causa per exemple a María Dolores de Cospedal tal "com si estigués establint un cordó o una inacceptable línia vermella". En concret demanà al jutge que s'investiguessin els números de telèfon amb els quals segons declarà Villarejo, s'informava directament a Mariano Rajoy dels esdeveniments de Kitchen, números de telèfon que almenys un dels quals fou reconegut com a titular el Partit Popular.